# Truus Hendrickx-Vlaar
G.H.M. (Truus) Hendrickx-Vlaar (Naarden, 20 januari 1946) is een Nederlands politicus van de PvdA.
Na de kweekschool in Oudenbosch werd ze onderwijzeres in Leiden en Alphen aan den Rijn. In 1973 verhuisde Hendrickx-Vlaar met het haar gezin naar Bovenkarspel waar ze actief werd in de lokale politiek. Op 1 januari 1979 ontstond bij de fusie van Grootebroek en Bovenkarspel de gemeente Stede Broec waar ze toen wethouder werd. In mei 1981 volgde haar benoeming tot burgemeester van Warmond waarmee ze de 15e vrouwelijke burgemeester van Nederland werd en de eerste PvdA-burgemeester van Warmond waar al lange tijd KVP'ers burgemeesters waren geweest. In 1989 werd ze de burgemeester van de Noord-Brabantse gemeente Asten. Nadat ze met ziekteverlof was gegaan werd Joke Kersten begin 2002 benoemd tot waarnemend burgemeester van Asten. Hendrickx-Vlaar zou niet meer terugkeren in haar oude functie en in september 2003 werd haar ontslag verleend.